# Asier Ormazábal Larizgoitia
Asier Ormazábal Larizgoitia (Bilbao, 21 d'octubre de 1982) és un futbolista basc, que ocupa la posició de defensa.

## Trajectòria
Format a les categories inferiors de l'Athletic Club, el 2002 puja al primer filial, on roman durant quatre campanyes. La temporada 05-06 debuta amb el primer equip, en dos partits de la Copa Intertoto.
Al mercat d'hivern de la temporada 05-06 fitxa pel Pontevedra CF, amb el qual finalitza la campanya i milita durant la següent. Després de passar pel Cartagena la temporada 07-08, disputa una tercera temporada a Galícia. De cara la temporada 09-10 marxa a la UD Puertollano.